# سايمون فاريلي
سايمون فاريلي (بالإيطالية: Simone Farelli)‏ (19 فبراير 1983 بروما في إيطاليا - ) هو لاعب كرة قدم إيطالي في مركز حراسة المرمى. لعب مع نادي أنكونا ونادي سيينا ونادي كروتوني ولاتينا كالتشيو وإيه جي نوسرينا 1910 ‏ وASD Astrea ‏ وASD Calcio Club Vittoria 2020 ‏ ولانشانو كالتشيو 1920 ‏.

## وصلات خارجية
- سايمون فاريلي على موقع قاعدة بيانات كرة القدم.إي يو (الإنجليزية)
- سايمون فاريلي على موقع Soccerway.com (الإنجليزية)
- سايمون فاريلي على موقع AS.com (الإسبانية)